# Natalja Petroeseva

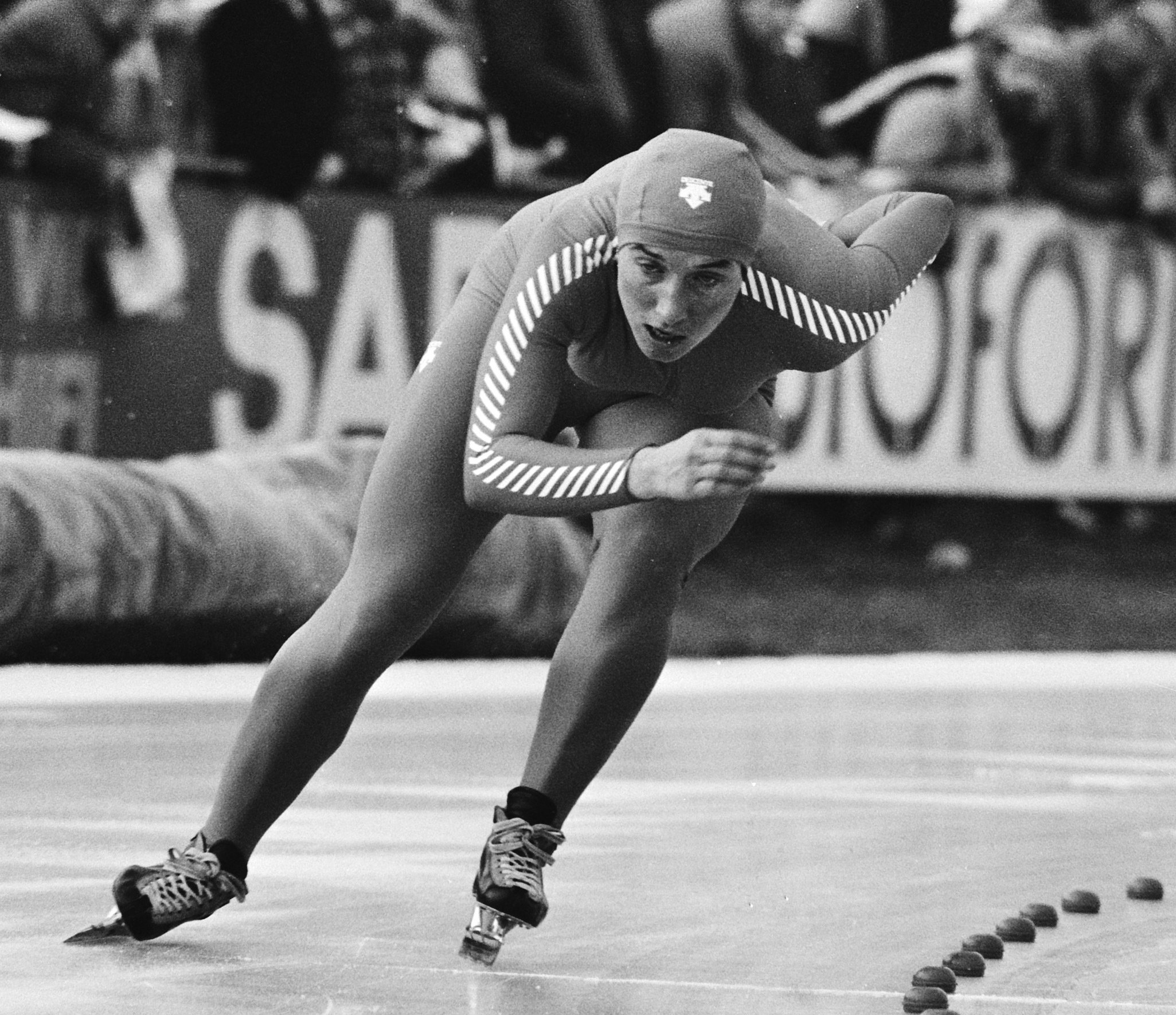
Petroeseva tijdens het EK van 1983.

Natalja Anatoljevna Petroeseva (Russisch: Наталья Анатольевна Петрусёва) (Pavlovski Posad, 2 september 1955) is een voormalig Russisch schaatsster.

## Loopbaan
Natalja Petroeseva debuteerde op 23-jarige leeftijd op een internationaal seniorenkampioenschap met een zilveren medaille. In 1979 werd ze in Den Haag op het WK Allround tweede achter de Amerikaanse Beth Heiden. In het jaar dat volgde werd ze wereldkampioen allround in Hamar en olympisch kampioen op de 1000 meter in Lake Placid.
In 1981 keerde het Europees kampioenschap allround weer terug voor vrouwen. Petroeseva won dit kampioenschap en werd daarmee de opvolgster van Atje Keulen-Deelstra die in 1974 het tot dan laatste EK Allround won. In de maand die volgde prolongeerde de Russische haar titel bij het WK Allround in Sainte-Foy en pakte ze het brons bij het WK Sprint in Grenoble.
Een jaar later prolongeerde Petroeseva haar Europese titel in Heerenveen. Twee weken later werd ze in Alkmaar voor het eerst wereldkampioen sprint en een week later in Inzell won de Russische het brons bij het WK Allround.
Na 1982 trad de Oost-Duitse dominantie in en won Petroeseva geen kampioenschap meer. De Russische scherpte nog wel drie wereldrecords scherper. Aan haar vijf deelnames aan het WK Allround hield ze 13 afstandmedailles over (5-5-3).
Nationaal werd ze bij de NK Allround van de Sovjet-Unie in 1979 derde en in de jaren 1980, 1981 en 1982 kampioene. Petroeseva stond bekend om haar katachtig lenige schaatsstijl en haar voor die tijd zeer diepe zit.

## Records

### Persoonlijk records
| Afstand    | Tijd    | Datum            | Baan            |
| ---------- | ------- | ---------------- | --------------- |
| 500 meter  | 40,51   | 24 maart 1984    | Medeo           |
| 1000 meter | 1.19,31 | 26 maart 1983    | Medeo           |
| 1500 meter | 2.04,04 | 25 maart 1983    | Medeo           |
| 3000 meter | 4.29,31 | 26 december 1980 | Medeo           |
| 5000 meter | 7.51,8  | 23 augustus 1981 | Sint-Petersburg |

### Wereldrecords
| Nr. | Afstand               | Tijd    | Datum            | Baan  |
| --- | --------------------- | ------- | ---------------- | ----- |
| jr1 | 1000 meter junioren   | 1.27,02 | 23 februari 1976 | Medeo |
| jr2 | 500 meter junioren    | 44,12   | 15 maart 1976    | Medeo |
| jr3 | 1500 meter junioren   | 2.17,07 | 15 maart 1976    | Medeo |
| jr4 | 3000 meter junioren   | 4.46,56 | 16 maart 1976    | Medeo |
| jr5 | minivierkamp junioren | 181,765 | 16 maart 1976    | Medeo |
| 1   | 1000 meter            | 1.23,01 | 27 maart 1980    | Medeo |
| 2   | minivierkamp          | 173,434 | 27 maart 1980    | Medeo |
| 3   | 1500 meter            | 2.06,01 | 3 januari 1981   | Medeo |
| 4   | minivierkamp          | 171,149 | 4 januari 1981   | Medeo |
| 5   | 1500 meter            | 2.05,39 | 27 maart 1981    | Medeo |
| 6   | 1000 meter            | 1.20,81 | 28 maart 1981    | Medeo |
| 7   | minivierkamp          | 168,387 | 28 maart 1981    | Medeo |
| 8   | 1500 meter            | 2.04,04 | 25 maart 1983    | Medeo |
| 9   | 1000 meter            | 1.19,31 | 26 maart 1983    | Medeo |
| 10  | minivierkamp          | 166,682 | 26 maart 1983    | Medeo |

#### Wereldrecords laaglandbaan (officieus)
| Nr. | Afstand    | Tijd    | Datum           | Baan       |
| --- | ---------- | ------- | --------------- | ---------- |
| 1.  | 500 meter  | 41,24   | 23 januari 1982 | Heerenveen |
| 2.  | 1000 meter | 1.23,36 | 23 januari 1982 | Heerenveen |

### Adelskalender
Petroeseva bereikte op 2 oktobera 1979 de eerste plaats op de Adelskalender, op dat moment werd de adelskalender opgesteld op basis van 500m-1000m-1500m-3000m.
De huidige vorm van de adelskalender (500m-1500m-3000m-5000m) voor vrouwen werd ingevoerd op 1 juli 1982. Op dat moment had Petroeseva de beste persoonlijk records en viel haar dus de eer om als eerste aan de top van de adelskalender te staan.
Natalja Petroeseva heeft drie periodes aan de top van de Adelskalender gestaan: eerst van 25 april 1978 tot 12 januari 1979 (262 dagen), een tweede keer van 02 oktober 1979 tot 23 januari 1983 (1209 dagen) en ten slotte van 25 maart 1983 tot 8 december 1983 (258 dagen). In totaal heeft Natalja Petroeseva 1729 dagen aan de top van de Adelskalender gestaan.
Hieronder staan de persoonlijke records (PR's) waarmee Natalja Petroeseva aan de top van de Adelskalender kwam en de PR's die zij had staan toen hij van de eerste plek verdreven werd. Tevens zijn de gegevens weergegeven van de schaatssters die voor en na haar aan de top van de lijst stonden.
| Datum      | 500 m | 1000 m  | 1500 m  | 3.000 m | Punten  | Voorganger / Opvolger      |
| ---------- | ----- | ------- | ------- | ------- | ------- | -------------------------- |
| 19-11-1976 | 41,06 | 1.23,46 | 2.09,8  | 4.40,4  | 172,789 | Tatjana Averina            |
| 25-04-1978 | 41,86 | 1.24,35 | 2.08,64 | 4.34,68 | 172,696 |                            |
| 06-01-1979 | 41,65 | 1.24,35 | 2.08,64 | 4.34,68 | 172,485 |                            |
| 12-01-1979 | 41,06 | 1.23,46 | 2.07,88 | 4.40,4  | 172,149 | Tatjana Averina            |
| 13-01-1979 | 41,06 | 1.23,46 | 2.07,88 | 4.38,48 | 171,829 | Tatjana Averina            |
| 02-10-1979 | 41,35 | 1.21,9  | 2.08,64 | 4.34,68 | 170,960 |                            |
| 25-12-1981 | 40,71 | 1.20,81 | 2.05,39 | 4.29,31 | 167,798 |                            |
| Datum      | 500 m | 1500 m  | 3000 m  | 5.000 m | Punten  | Voorganger / Opvolger      |
| 01-07-1982 | 40,71 | 2,05,39 | 4,29,31 | 7,51,8  | 174,571 |                            |
| 23-01-1983 | 42,1  | 2,06,5  | 4,24,26 | 7,50,66 | 175,375 | Andrea Schöne-Mitscherlich |
| 25-03-1983 | 40,53 | 2,04,04 | 4,29,31 | 7,51,8  | 173,941 |                            |
| 08-12-1983 | 40,81 | 2,03,40 | 4,30,25 | 7,49,5  | 173,933 | Karin Enke                 |

## Resultaten
| Jaar | EK Allround | Olympische Spelen                  | WK Allround | WK Sprint | WK Junioren |
| ---- | ----------- | ---------------------------------- | ----------- | --------- | ----------- |
| 1975 |             |                                    |             |           | 15e         |
| 1976 |             |                                    |             |           | 4e          |
| 1979 |             |                                    | Zilver      |           |             |
| 1980 |             | 500m · 1000m · 8e 1500m · 8e 3000m | Goud        |           |             |
| 1981 | Goud        |                                    | Goud        | Brons     |             |
| 1982 | Goud        |                                    | Brons       | Goud      |             |
| 1983 | Brons       |                                    |             | Zilver    |             |
| 1984 |             | 6e 500m · 1000m · 1500m · 9e 3000m | 4e          | 9e        |             |
| 1985 | 9e          |                                    |             |           |             |

### Medaillespiegel
| Kampioenschap     | Goud | Zilver | Brons |
| ----------------- | ---- | ------ | ----- |
| EK Allround       | 2    | 0      | 1     |
| Olympische Spelen | 1    | 0      | 3     |
| WK Allround       | 2    | 1      | 1     |
| WK Sprint         | 1    | 1      | 1     |

Verné Lesche · 
Valentina Koeznetsova · 
Serafima Paromova · 
Laila Schou Nilsen · 
Olga Akifjeva · 
Rimma Zjoekova · 
Tamara Rylova · 
Inga Artamonova · 
Stien Kaiser · 
Ans Schut · 
Nina Statkevitsj · 
Tatjana Averina · 
Galina Stepanskaja · 
Natalja Petroeseva · 
Andrea Mitscherlich · 
Karin Enke · 
Gabi Zange · 
Gunda Niemann · 
Claudia Pechstein · 
Anni Friesinger · 
Cindy Klassen
1960: Klara Goeseva ·
1964: Lidia Skoblikova ·
1968: Carry Geijssen ·
1972: Monika Pflug ·
1976: Tatjana Averina ·
1980: Natalja Petroeseva ·
1984: Karin Enke ·
1988: Christa Rothenburger ·
1992: Bonnie Blair ·
1994: Bonnie Blair ·
1998: Marianne Timmer ·
2002: Christine Witty ·
2006: Marianne Timmer ·
2010: Christine Nesbitt ·
2014: Zhang Hong ·
2018: Jorien ter Mors ·
2022: Miho Takagi
(On)officiële Europese kampioenschappen

1970: Nina Statkevitsj · 
1971: Nina Statkevitsj · 
1972: Atje Keulen-Deelstra · 
1973: Atje Keulen-Deelstra · 
1974: Atje Keulen-Deelstra · 
1981: Natalja Petroeseva · 
1982: Natalja Petroeseva · 
1983: Andrea Mitscherlich · 
1984: Gabi Schönbrunn · 
1985: Andrea Mitscherlich · 
1986: Andrea Mitscherlich · 
1987: Andrea Mitscherlich · 
1988: Andrea Mitscherlich · 
1989: Gunda Niemann · 
1990: Gunda Niemann · 
1991: Gunda Niemann · 
1992: Gunda Niemann · 
1993: Emese Hunyady · 
1994: Gunda Niemann · 
1995: Gunda Niemann · 
1996: Gunda Niemann · 
1997: Tonny de Jong · 
1998: Claudia Pechstein · 
1999: Tonny de Jong · 
2000: Anni Friesinger · 
2001: Gunda Niemann · 
2002: Anni Friesinger · 
2003: Anni Friesinger · 
2004: Anni Friesinger · 
2005: Anni Friesinger · 
2006: Claudia Pechstein · 
2007: Martina Sáblíková · 
2008: Ireen Wüst · 
2009: Claudia Pechstein · 
2010: Martina Sáblíková · 
2011: Martina Sáblíková · 
2012: Martina Sáblíková · 
2013: Ireen Wüst · 
2014: Ireen Wüst · 
2015: Ireen Wüst · 
2016: Martina Sáblíková · 
2017: Ireen Wüst ·
2019: Antoinette de Jong ·
2021: Antoinette de Jong ·
2023: Antoinette de Jong ·
2025: Antoinette de Jong